# 沃特桑德 (佛羅里達州)
沃特桑德（英語：WaterSound）是位於美國佛羅里達州沃爾頓縣的一個非建制地區。該地的面積和人口皆未知。

## 地理
沃特桑德的座標為30°17′45″N 86°03′39″W / 30.29583°N 86.06083°W，而該地的平均海拔高度為7米（即23英尺）。